# Luis Solórzano
Pour les articles homonymes, voir Solórzano (homonymie).
Luis Solórzano, né le 26 octobre 1959, est un ancien arbitre vénézuélien de football qui officia depuis les années 1990 à 2003. 

## Carrière
Il a officié dans des compétitions majeures : 
- Copa América 1999 (1 match)
- Copa América 2001 (1 match)
- Copa Merconorte 2001 (finale aller)